# Not Another Teen Movie
Not Another Teen Movie er en amerikansk komediefilm fra 2001. Filmen er en parodi på teenagefilm og andre film, der omhandler teenageårene, der har ophobet sig i Hollywood i løbet af de sidste årtier. Filmens overordnede plot er baseret på filmene She's All That og 10 Things I Hate About You, men filmen er også fyldt med sarkastiske henvisninger til andre film. Filmen blev kritiseret af anmelderne med kun 28 % på hjemmesiden Rotten Tomatoes.

## Plot
Filmen udspiller sig på den normale high school "John Hughes High"´, hvor filmen starter med at den populære cheerleader Priscilla (Jaime Pressly), slår op med sin kæreste Jake Wyler (Chris Evans). Efter Jake opdager, at hun i stedet for ham, der er skolens lækreste og populæreste fyr, nu dater den underlige og usocialt forstyrrede Les (Riley Smith), bare for at trodse ham, indgår han nu, for at gengælde for at Priscilla slog op med ham, et væddemål med en af sine venner Austin (Eric Christian Olsen), om at han kan forvandle den "unikke rebelske pige" Janey Briggs (Chyler Leigh), til "prom-queen" (ballets dronning). Jake prøver at få Janey til at forelske sig i ham, men han får dog modstand i form af hans egen søster Catherine (Mia Kirshner), der er seksuelt tiltrukket af ham, Janeys ubemærkede beundrer og bedste ven Ricky samt Jakes dårlige minder om hans fodboldkarriere. Catherine hjælper dog Jake med at ændre Janey og i sidste ende gøre hende mere attraktiv overfor de andre karakerer.
Som ballet nærmer sig, udgør Jake en skændsel for skolens footballhold, da det er hans skyld at holdet ikke går videre til statsmesterskaberne. Ved en kamp i turneringen, kaster Jake bolden til Marty, hvilket gør at Marty bagefter bliver revet midt over. Situationen forværres, da Austin narrer Jake til at fortælle Janey om væddemålet som gengæld mod Priscilla, da Austin lader som om, at han hvisker Janey i øret om væddemålet, hvorefter Jake tilstår alt og Janey forlader ham øjeblikkeligt. Samme aften som ballet afholdes, prøver Janey at få sine problemer bag sig, ved at forlade landet og forfølge hendes livslange om at komme på kunstskole i Paris. Men Jake når at standse hende i lufthavnen og bruger et væld af klichér fra andre film, (såsom She's All That, American Pie, The Breakfast Club og Pretty in Pink) for at overbevise hende om at blive i Amerika. Hans sidste (og første originale replik) argument, hvor han siger, at de ville være bedre tjent uden hinanden, mener Janey fejlagtigt er en replik fra The Karate Kid og hun beslutter at flytte ind hos ham, med et nik, som mange teenagefilm ender med.

## Medvirkende og roller
- Chyler Leigh som Janey Briggs (den pæne grimme pige): Hun er oprørsk og har hestehale, briller og går altid i malingsplettede overalls. Janey er primært en parodi af Rachael Leigh Cooks karakter Laney Boggs i She's All That, samt Molly Ringwalds Andie Walsh i Pretty in Pink og Julia Stiles' Kat Stratford i filmen 10 Things I Hate About You.
- Chris Evans som Jake Wyler (den populære og lækre fyr): Baseret på Freddie Prinze Jr.s karakter Zach Siler i She's All That, samt Jake Ryan i Sixteen Candles, James Van Der Beeks karakter i Varsity Blues og Andrew McCarthys karakter i Pretty in Pink.
- Jaime Pressly som Priscilla (den bitchy cheerleader): Den mest populære pige på skolen og Jakes ekskæreste. Baseret på Taylor Vaughn (Jodi Lyn O'Keefe) i She's All That og en henvisning til Big Red (Lindsay Sloane) i Bring It On, Heather Chandler (Kim Walker) i Lyng og Rose McGowan i Jawbreaker.
- Eric Christian Olsen som Austin (den kæphøje blonde fyr): En modbydelig, kæphøj nar, der vædder med Jake om at han ikke kan forvandle Janey til en "prom-queen". En parodi af Paul Walkers karakter Dean Sampson i She's All That, Aaron Doziers karakter i Better Off Dead, James Spader som Steff i Pretty in Pink og en anden karakter spillet af Paul Walker, Lance Harbor fra Varsity Blues.
- Mia Kirshner som Catherine Wyler (den ondeste pige i skolen): Hun er seksuelt tiltrukket af hendes yngre bror Jake, er meget billig og hjælper andre med at blive populære. Hun lærer Sadie, i en henvisning til komedien fra 1999 filmen Never Been Kissed, i at kysse. Primært baseret på Kathryn Merteuil (Sarah Michelle Gellar) i Cruel Intentions. Udover dette er hun også baseret på karakteren Mackenzie Siler (Anna Paquin) fra She's All That.
- Deon Richmond som Malik (den typiske sorte fyr): Det er meningen at han skal holde sig ude af samtaler og kun sige ting som "Damn!", "Pis!" Og "Det er whack!". En henvisning til Dule Hills karakter Preston i She's All That.
- Eric Jungmann som Ricky Lipman (den besatte bedste ven): Han er Janeys bedste ven der er også vanvittigt (og udtrykkeligt) vild med hende, selv om Janey overhovedet ikke lægger mærke til ham (den eneste person i skolen og hun er tilsyneladende ikke klar over hans kærlighed til hende). Han har også lavet en liste over de 10 ting, J"eg elsker ved Janey Briggs" i en henvisning til filmen 10 Things I Hate About You. En parodi af Jon Cryers Duckie i Pretty in Pink og Chris Elliots Woogie fra filmen There's Something About Mary.
- Ron Lester som Reggie Ray (den dumme fede fyr): Han får flere hjernerystelser gennem hele filmen (fx efter at blive ramt af en locker, at styrte ind i en mur, blev ramt i hovedet med fodbold). Han er en parodi af Lesters karakter fra Varsity Blues.
- Cody McMains som Mitch Briggs (den desperate jomfru): Janeys modbydelig, rå og stædig yngre bror. En parodi af skuespilleren Judd Nelson i The Breakfast Club, især som den desperate Ted i Sixteen Candles. Mitch er også en svag hentydning til Thomas Ian Nicholas' karakter, Kevin Myers, i American Pie, samt han er baseret på Ethan Embrys karakter Preston Meyers fra Can't Hardly Wait, John Bender fra The Breakfast Club og Kieran Culkins karakter fra She's All That.
- Sam Huntington som Ox (den følsomme fyr): Fortæller Mitch og Bruce at han kun ønsker sand kærlighed. Han finder til sidst sammen med Catherine. En parodi af Chris Kleins karakter, Chris Ostreicher i American Pie og Emilio Estevez' karakter af Andrew Clark fra The Breakfast Club.
- Samm Levine som Bruce (wannabe'en): En asiatisk wannabe. En parodi af Seth Greens karakter i Can't Hardly Wait og / eller Ralph Macchios karakter i The Karate Kid-filmene, samt Gedde Watanabes Long Duk Dong-karakter i Sixteen Candles.
- Lacey Chabert som Amanda Becker (den perfekte pige): Mitchs store kærlighed. En parodi af Jennifer Love Hewitts karakter, Amanda Beckett, i filmen Hardly Can't Wait.
- Cerina Vincent som Areola (den altid nøgne udvekslingsstudent): Selv om skolen hævder at have en streng dresscode, er hun nøgen gennem hele filmen. Hendes accent ændres også hyppigt gennem hele filmen, Janey konfronterer hende med dette og Areola fortæller hende, hun er en generisk udenlandsk udvekslingsstudent, hvis hjemland er af ringe betydning. En udgave af den udenlandske udvekslingsstudent Nadia (Shannon Elizabeth) i American Pie. Hendes navn er også ordet for det farvede omkring brystvorter.
- Riley Smith som Les (den smukke særling): Han ses altid med et videokamera og en flydende pose efter ham rundt, kendt som "den smukkeste ting, jeg har set", en hentydning til den pose er svæver med vinden fra American Beauty. En parodi af Wes Bentleys karakter i American Beauty. Hans navn kan også være en henvisning til den vigtigste karakter i filmen, Les.
- Ed Lauter som Træneren: Den grusomme og aggressive træner og ægte fodboldtræner. Mest inspireret af Jon Voights karakter i Varsity Blues og Robert Patriks karakter i The Faculty. Rollen kunne også være en parodi af sergenten i Full Metal Jacket.
- Randy Quaid som Mr. Briggs: Janey og Mitchs rare, men dumme far. En parodi af Andies far Jack Walsh i Pretty in Pink og Paul Dooleys karakter i Sixteen Candles.
- Joanna Garcia som Sandy Sue: En sød pige med Tourettes syndrom. En parodi af Sandy fra Grease.
- Beverly Polcyn som Sadie Agatha Johnson: En godt over 60-årig undercover journalist, som lærer at kysse af Catherine. Hun er parodi af Drew Barrymores karakter i Never Been Kissed.
- Robert Patrick Benedict som Preston Wasserstein: Hvis forældre tager på ferie for han kan holde fest. Forældrene tager hensyn til sønnens planer, selvom tingene i hjemmet bliver ødelagt, så snart de forlader huset. En direkte parodi på Tom Cruise i Risky Business og Matthew Brodericks karakter i Ferris Bueller's Day Off.

### Camoes
Tidligere stjerner fra 1980'ernes teenagefilm, er også med i denne parodi af en teen-film. Disse omfatter:
- Molly Ringwald som den Uhøflige Stewardesse: En uhøflige stewardesse i lufthavnen, der i slutningen af filmen, fornærmer Jake og Janey. Ringwald var med i mange teen-film fra 80'erne.
- Mr. T som den Kloge Pedel: En klog og altvidende pedel, der følger Jake som hans samvittighed. Med inspiration fra Charles S. Duttons karakter i Rudy og Carl fra The Breakfast Club.
- Kyle Cease den Langsomme Klappe-Fyr: En fyr, der under hele filmen, leder efter det rigtig tidspunkt at begynde at klappe på, han slår Ricky, fordi han når at klappe før Klappe-fyren i slutningen af filmen. Cease spillede Bogey Lowenstein i 10 Things I Hate About You.
- Melissa Joan Hart som den Langsomme Klappe-Fyrs Instruktør: Hun fortæller Klappe-fyren, at han ikke kan lave et "langsomt klap", på ethvert tilfældigt tidspunkt, efter hans første mislykkedes forsøg. Hart er kendt fra Sabrina, Skolens Heks, Hardly Can't Wait, Drive Me Crazy og Clarissa Explains It All.
- Paul Goebel som Kokken Som Får Udløsning i Mitchs Fransk Toast: En kort cameo under "prom-aftens" numre, der fortæller Mitch at han fik udløsning i hans toast. Parodiere Horatio Sanz' karakter fra Road Trip. Goebel er kendt fra tv-nørden fra Beat The Geeks.
- Lyman Ward som Mr. Wyler: Jakes far, som drømmer at Jake skal gå på Princeton University. Ward spillede Ferris Buellers far i Ferris Bueller's Day Off.
- Paul Gleason som Richard 'Dick' Vernon: Skolens inspektør, som Mitch back-talker til. Gleason spillede Vernon i The Breakfast Club.
- Sean Patrick Thomas som den Anden Sorte Fyr: Den anden sorte fyr til festen. Parodi af Save the Last Dance og Cruel Intensions.
- Good Charlotte som Bandet: Bandet der spiller til balaften.
- China Savers som den Rivaliserende Cheerleader: En sort pige, som Priscilla beder om at "bring it on". En parodi på heppekors-filmen Bring It On. Savers medvirkede i teenagedrama-tv-serien Boston Public og som Dreama i Sabrina, Skolens Heks.
- Josh Radnor som Tour-Guiden: Spørger hvorfor lækre piger altid går så langsomt. En parodi på Tom Greens karakter, Barry Manilow i Road Trip.
- Ean Mering som den Nørdede Dreng Marty, der spillede Fodbold i Dagdrømmen: Jake siger: "Jeg foreslår, vi giver bolden til Marty". Inspiration fra Lucas, intelligent nørd med briller, som kommer med på fodboldholdet for at imponere cheerleaderen Maggie. Marty svarer: "Det er okay, jeg er bare glad for at være på banen". Der sker senere en ulykke, der sårer ham alvorligt. Parodi af Lucas.